# TT Knock Nevis

Porównanie długości największych statków

TT Knock Nevis – największy statek wybudowany w historii okrętownictwa (pod względem wyporności), supertankowiec zbudowany w stoczni Oppama japońskiego koncernu stoczniowego Sumitomo w latach 1979–1981. Poprzednio nosił imiona: Seawise Giant, Happy Giant i Jahre Viking. Jednostka przeznaczona była do transportowania ropy naftowej z Zatoki Perskiej.
Miał 458,45 m długości i 68,8 m szerokości, nośność (DWT) statku wynosiła 647 955 ton, załadowany mieścił prawie 650 000 m³ (4,1 miliona baryłek) ropy naftowej. Zanurzenie jednostki wynosiło 24,6 m, a prędkość maksymalna 16 węzłów.
Jeszcze jako Seawise Giant w 1986 został w czasie wojny irańsko-irackiej trafiony w Cieśninie Ormuz przez iracki samolot pociskiem Exocet i uznany za zniszczony – uszkodzenia wydawały się tak duże, że według ubezpieczyciela nie opłacało się ich naprawiać. Jednakże pod koniec wojny (1989) został wyremontowany; zmieniono również nazwę na Happy Giant. Kolejną nazwę (Jahre Viking) nadano mu w 1991 roku przy zmianie właściciela. W marcu 2004 sprzedany (kupiła go norweska firma Fred.Olsen Production ASA), po raz kolejny trafił do stoczni w Dubaju w celu przeróbki na pływający magazyn ropy naftowej (FPSO) na polu naftowym u wybrzeży Kataru – wówczas nadano mu również obecną nazwę.
Statek zakończył swoją służbę w 2009, kiedy został odholowany do portu Alang w Indiach w celu zezłomowania.
Od 2005 roku aż do zezłomowania, dowódcą jednostki był Wiktor Bąk.